# Tractats de Roma
|  | «Tractat de Roma» redirigeix aquí. Vegeu-ne altres significats a «Tractat de Roma (desambiguació)». |

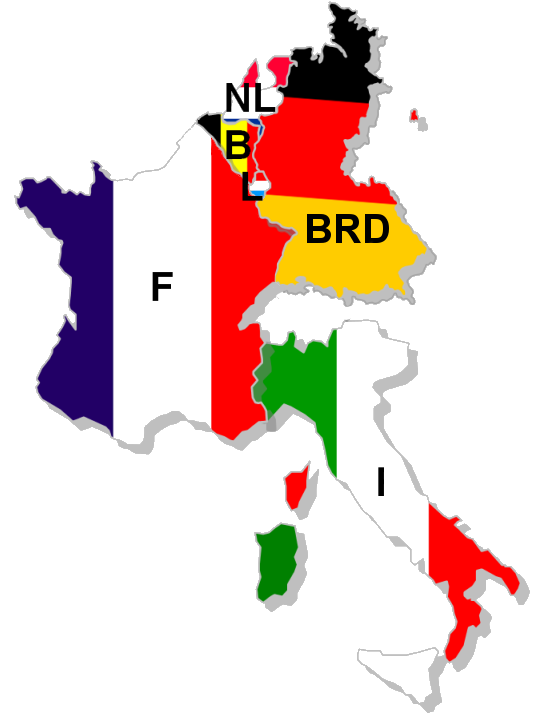
Països originàriament signataris dels tractats

Els Tractats de Roma, en singular Tractat de Roma, és el nom pel qual es coneixen dos tractats signats alhora:
- Tractat Constitutiu de la Comunitat Econòmica Europea (CEE)
- Tractat Constitutiu de la Comunitat Europea de l'Energia Atòmica (CEEA o Euratom)

Generalment el nom de Tractat de Roma (en singular) és donat al tractat constitutiu de la CEE, mentre que el nom en plural es refereix als dos tractats. Aquests tractats foren signats a la ciutat de Roma el 25 de març de 1957 per part de la República Federal Alemanya, França, Itàlia i els tres països del Benelux (Bèlgica, Països Baixos i Luxemburg). Entrà en vigor l'1 de gener de 1958.
Juntament amb el Tractat Constitutiu de la Comunitat Europea del Carbó i l'Acer (CECA) conformen els tres "tractats constitutius" de les Comunitats Europees.

## Tractat Constitutiu de la CEE
És el principal tractat que se signà a Roma, constituint la Comunitat Econòmica Europea (CEE).
Tractat que encara està en vigor, amb l'Acta Única Europea signada l'any 1986 la CEE es convertí en Comunitat Europea (CE). És juntament amb el Tractat de la Unió Europea un dels dos textos fonamentals de les institucions europees. Aquest tractat establia la creació d'un mercat comú: amb una unió duanera, la progressiva supressió d'aranzels, liberalització dels mercats així com mesures per a protegir l'agricultura europea.

## Tractat Constitutiu de la CEEA (Euratom)
La creació de la Comunitat Europea de l'Energia Atòmica, coneguda popularment com a Euratom, fou també uns dels tractats signats a Roma, un organisme independent i paral·lel a la CEE.
Aquest tractat no ha experimentat grans canvis i segueix en vigor. La Comunitat Europea de l'Energia Atòmica no s'ha fusionat amb la UE i té una personalitat jurídica distinta, alhora que compartix les mateixes institucions.

## Polítics signataris
| Estat         | Signataris                                  |
| ------------- | ------------------------------------------- |
| Bèlgica       | Paul-Henri Spaak • J. Ch. Snoy et d'Oppuers |
| Alemanya      | Konrad Adenauer • Walter Hallstein          |
| França        | Christian Pineau • Maurice Faure            |
| Itàlia        | Antonio Segni • Gaetano Martino             |
| Luxemburg     | Joseph Bech • Lambert Schaus                |
| Països Baixos | Joseph Luns • J. Linthorst Homan            |

## Modificacions previstes
El 2004 es firma un nou "Tractat de Roma", el conegut com a Tractat pel qual s'establix una Constitució per a Europa, que hauria de ser ratificat pels 25 països de la Unió abans de novembre de 2006 per entrar en vigor i que substituiria els tractats de la CE i de la UE. Però ha sigut rebutjat en referèndum a França i Bèlgica.